# Natuurpark Sierras Subbéticas

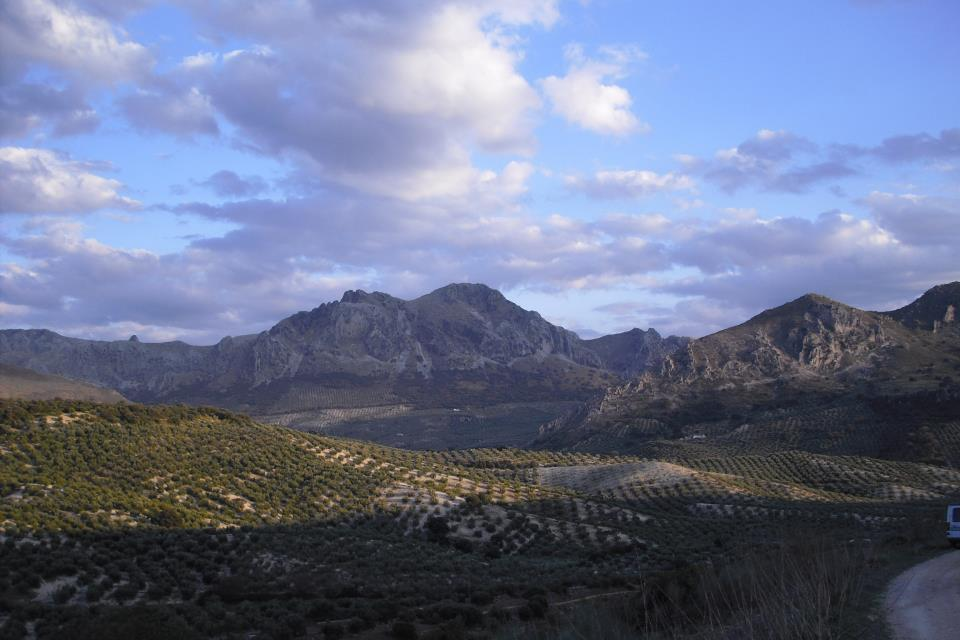

Het Natuurpark Sierras Subbéticas (Spaans: Parque natural de las Sierras Subbéticas) is een natuurpark in Andalusië in Spanje. Het natuurpark werd opgericht in 1988 en is 31568 hectare groot. Het natuurpark omvat gebergte en bossen. Sinds 2006 is het een Unesco-geopark. In het park komt steenarend, everzwijn, Iberische lynx voor. 